# Барсель
Барсель (нім. Barßel) — сільська громада в Німеччині, розташована в землі Нижня Саксонія. Входить до складу району Клоппенбург.
Площа — 84 км2. Населення становить 13 301 ос. (станом на 31 грудня 2021).

## Географії

### Адміністративний поділ
Громада  складається з 13 районів:
- Барсель
- Барселермор
- Кароліненгоф
- Елізабетфен
- Гаркебрюгге
- Лое
- Лоер-Остмарк
- Лоер-Вестмарк
- Нойланд
- Нойлое
- Остергаузен
- Рекенфельд
- Роггенберг